# Екозагін
Екозагін — громадська екологічна організація, діяльність якої поширюється на всю територію України.
Заснована у м. Києві у 2017 році.

## Мета ГО «Екозагін»

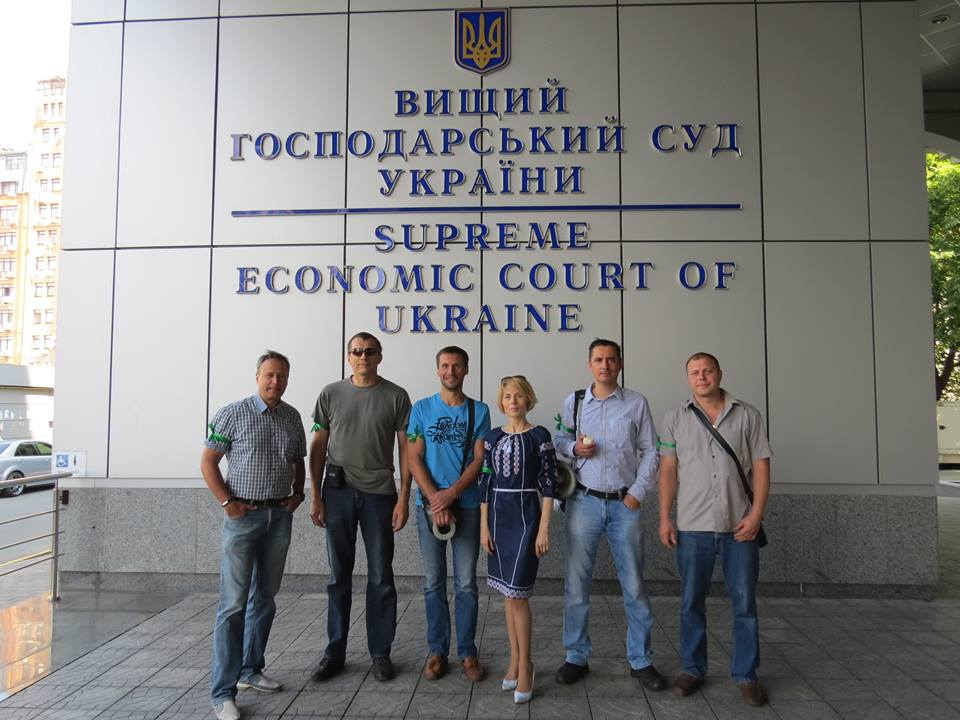
діяльність ГО Екозагін

Захист соціальних, економічних, екологічних, трудових, культурних, та інших прав та інтересів членів організації та поновлення порушених передбачених законом прав та інтересів; захист та охорона історико-культурної спадщини України; активна участь у сприянні розвитку громадянського суспільства та наближення життя громадян до загальновизнаних стандартів ліберальної країни; сприяння охороні, збереженню та захисті навколишнього середовища України.

## Діяльність
Центральною темою в діяльності ГО «Екозагін» став захист території Національного природного парку «Голосіївський» та прилеглих до нього природних територій у Голосіївському районі м. Києва від забудови та інших форми протизаконної діяльності.

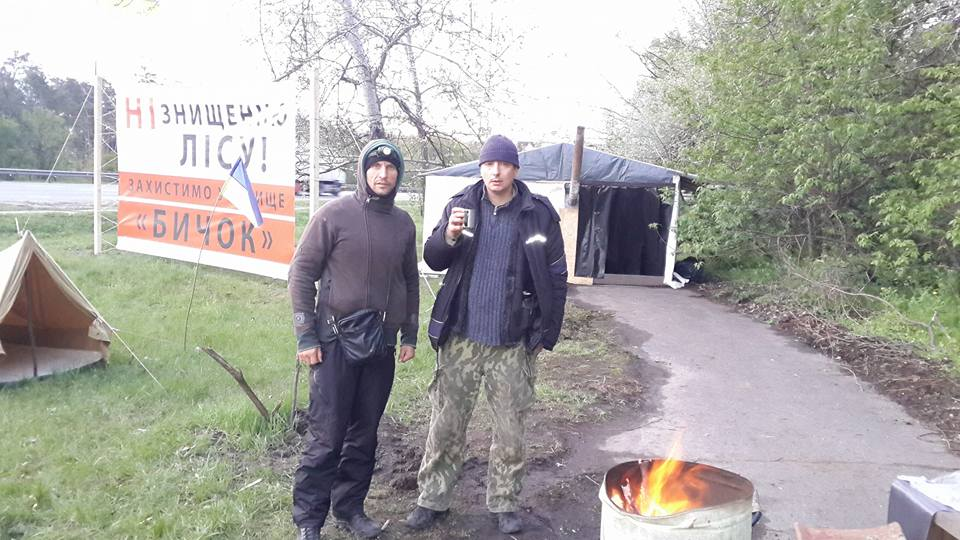
діяльність ГО Екозагін

Основними об'єктами захисту ГО «Екозагін» з перших тижнів діяльності стали незаконні піщані кар'єри на території НПП «Голосіївський», вирубки та плани забудови заправками та транспортними розв'язками частин НПП — урочища «Бичок», заповідного урочища «Теремки», урочищ «Китаєво», «Біличанський ліс», «Феофанія» та історичного ландшафту охоронної зони Музею народної архітектури та побуту «Пирогів» тощо. Під час спільних медійних заходів з дирекцією національного парку, громадськими організаціями «Національний екологічний центр України», «Екологія-Право-Людина», активісти Екозагону закликають Президента України Петра Порошенка виступити гарантом збереження цілісності національного парку, створеного Указом Президента.

### Урочище Бичок
Протистояння із забудовником урочища «Бичок», до якого з боку порушника неодноразово були залучені тітушки перетворилось на небезпечну боротьбу. 

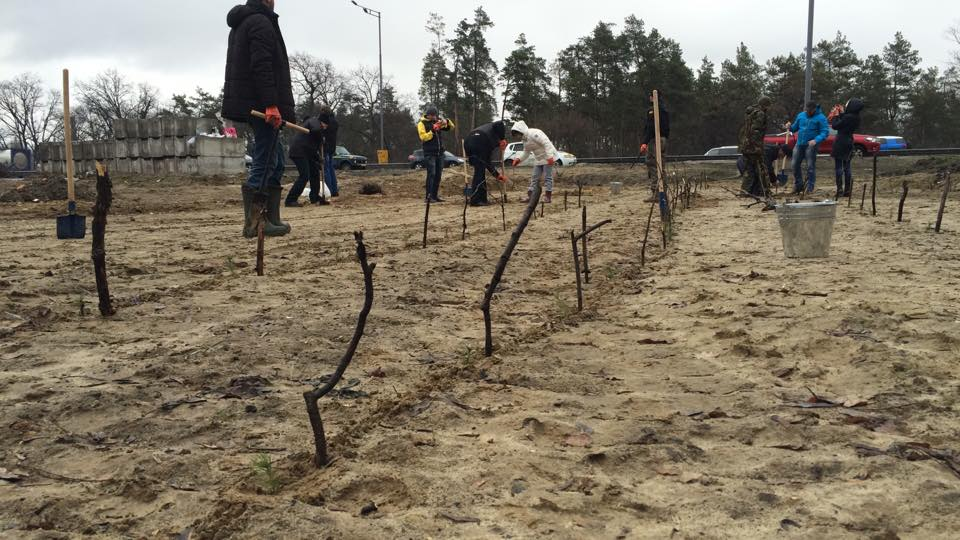
діяльність ГО Екозагін

Вирубану ділянку в урочищі «Бичок» активісти наново засадили деревами.
Організовуючи вуличні акції під час судових засідань на захист урочища та залучаючи журналістів до відстеження судових процесів, активісти Екозагону спровокували суддю Київського апеляційного господарського суду Оксану Тищенко звинуватити їх у викраденні її та погрозах розправою На захист активістів виступили інші громадські організації та народні депутати України. 7 червня 2017 року з трибуни Верховної Ради України депутатське звернення на захист Екозагону проголосила народний депутат Надія Савченко. Відсутність публічного розслідування тиску на активістів призвела також до звернень народного депутата Ігоря Луценка.